# Acaena rorida
Acaena rorida é uma espécie de rosácea do gênero Acaena, pertencente à família Rosaceae.